# Fish Story (film)
 (mai 2025).
Si vous disposez d'ouvrages ou d'articles de référence ou si vous connaissez des sites web de qualité traitant du thème abordé ici, merci de compléter l'article en donnant les références utiles à sa vérifiabilité et en les liant à la section « Notes et références ».
 (mai 2025).
La mise en forme du texte ne suit pas les recommandations de Wikipédia : il faut le « wikifier ».
Les points d'amélioration suivants sont les cas les plus fréquents. Le détail des points à revoir est peut-être précisé sur la page de discussion.
- Les titres sont pré-formatés par le logiciel. Ils ne sont ni en capitales, ni en gras.
- Le texte ne doit pas être écrit en capitales (les noms de famille non plus), ni en gras, ni en italique, ni en « petit »…
- Le gras n'est utilisé que pour surligner le titre de l'article dans l'introduction, une seule fois.
- L'italique est rarement utilisé : mots en langue étrangère, titres d'œuvres, noms de bateaux, etc.
- Les citations ne sont pas en italique mais en corps de texte normal. Elles sont entourées par des guillemets français : « et ».
- Les listes à puces sont à éviter, des paragraphes rédigés étant largement préférés. Les tableaux sont à réserver à la présentation de données structurées (résultats, etc.).
- Les appels de note de bas de page (petits chiffres en exposant, introduits par l'outil «  Source ») sont à placer entre la fin de phrase et le point final[comme ça].
- Les liens internes (vers d'autres articles de Wikipédia) sont à choisir avec parcimonie. Créez des liens vers des articles approfondissant le sujet. Les termes génériques sans rapport avec le sujet sont à éviter, ainsi que les répétitions de liens vers un même terme.
- Les liens externes sont à placer uniquement dans une section « Liens externes », à la fin de l'article. Ces liens sont à choisir avec parcimonie suivant les règles définies. Si un lien sert de source à l'article, son insertion dans le texte est à faire par les notes de bas de page.
- La présentation des références doit suivre les conventions bibliographiques. Il est recommandé d'utiliser les modèles {{Ouvrage}}, {{Chapitre}}, {{Article}}, {{Lien web}} et/ou {{Bibliographie}}. Le mode d'édition visuel peut mettre en forme automatiquement les références.
- Insérer une infobox (cadre d'informations à droite) n'est pas obligatoire pour parachever la mise en page.

Pour une aide détaillée, merci de consulter Aide:Wikification.
Si vous pensez que ces points ont été résolus, vous pouvez retirer ce bandeau et améliorer la mise en forme d'un autre article.
Fish Story (フィッシュストーリー, Fisshū Sutōrī) est une parodie de science-fiction, comédie et film d'action japonais réalisé par Yoshihiro Nakamura, sorti en 2009. Le scénario est adapté du roman éponyme de l'auteur de Kōtarō Isaka, paru en 2007.  
Pour plus de détails, voir Fiche technique et Distribution.

## Synopsis
Plusieurs intrigues, situées à des époques différentes et sans lien apparent entre elles, s’alternent sur une période de 37 ans. Leur point de départ : la chanson Fish Story, du groupe de punk japonais Gekirin, obscur mais précurseur d’un genre musical qui émergera un peu plus tard à New York et à Londres — une chanson mystérieusement dotée d’une force salvatrice capable d’empêcher le désastre de l’extermination de l’humanité. 
Les différentes intrigues s’articulent ainsi : en 1975, le groupe Gekirin enregistre Fish Story dans des conditions elles-mêmes énigmatiques. Passée complètement inaperçue à sa sortie, la chanson commence à susciter un petit engouement en 1982 auprès d’un groupe d’amis. Portée par une force mystérieuse, elle aide l’un d’entre eux à surmonter sa tendance à fuir l’adversité. En 2009, une lycéenne est prise en otage par un groupe de terroristes fanatiques, animés par une idéologie millénariste ; elle sera sauvée par un employé du bateau, mystérieusement lié à la chanson. Enfin, en 2012, une comète s’apprête à percuter la Terre, menaçant l’humanité d’extinction. Pourtant, dans une ville désertée, un disquaire demeure confiant : il croit fermement au pouvoir salvateur de Fish Story, tandis qu’un ancien membre de la secte millénariste attend avec ferveur l’accomplissement de sa prophétie.

## Fiche technique
- Titre: Fish Story
- Titre original : (フィッシュストーリー, Fisshū Sutōrī)[1]
- Réalisation : Yoshihiro Nakamura
- Scénario : Kōtarō Isaka (roman de base) et Tamio Hayashi (scénariste)[2]
- Photographie: Takashi Komatsu[3]
- Montage : Eisuke Oohata[4]
- Décor : Toshiharu Nakamae[5]
- Musique/Bande-originale : Kazuyoshi Saitô
- Production : Hitoshi Endô et Yasushi Udagawa
- Société de distribution : Showgate[6]
- Pays de production : Japon
- Genre : Comédie, parodie de science-fiction et action.
- science-fiction et action.
- Durée : 112 minutes
- Langue : Japonais
- Date de sortie: 20 mars 2009 (Japon)[7]

## Distribution
- Atsushi Itô : Shigeki
- Kiyohiko Shibukawa : Tetsuya
- Kengo Kôra: Goro
- Noriko Eguchi : Namiko
- Hidekazu Mashima : Tani
- Gaku Hamada : Masashi
- Takashi Yamanaka : Kentaro
- Kazuki Namioka : Satoru
- Kenjirô Ishimaru : Taniguchi
- Mikako Tabe : Asami
- Mirai Moriyama : Segawa
- Nao Ômori : Okazaki
- Toshimitsu Okawa : Ryoji

## Analyse de film
Malgré son ton très léger — le film se voulant avant tout une comédie, voire même une parodie du film de science-fiction apocalyptique — il semble faire référence à de nombreux films de désastre japonais, un imaginaire qui traverse ce cinéma depuis la Seconde Guerre mondiale—, et ce, de différentes manières. Tout d’abord, en abordant parfois une certaine esthétique du désastre, notamment dans les premiers plans du film, où des rues désertes et en désordre sont filmées en plan large. Ensuite, en réutilisant certains types de désastres présents dans l’histoire japonaise du XXe siècle comme éléments clés du récit. Parmi les désastres dits « naturels » servant d’éléments centraux, on peut citer la comète — même s’il semble aussi possible de l’envisager comme un désastre humain, un soupçon planant sur son origine. Concernant les désastres humains, on peut évoquer le terrorisme, représenté par la secte fanatique qui apparaît dans trois époques différentes de l’intrigue. Celle-ci semble s’apparenter à un courant millénariste, se réjouissant de l’impact imminent de la comète, dans l’espoir peut-être que la Terre soit ainsi régénérée. Cela peut alors rappeler l’attentat au gaz sarin dans le métro de Tokyo de 1995. De manière plus anecdotique, on retrouve également la thématique de l’intervention internationale — rappelant celle subie par le Japon pendant et après la Seconde Guerre mondiale — ainsi qu’une allusion à la pollution des eaux, qui a provoqué de nombreux ravages, notamment en raison des essais nucléaires américains comme le  test Castle Bravo. Par conséquent, on peut postuler que Fish Story se présente presque comme une parodie des films de désastre japonais. 

## Distinctions

### Récompenses
- Special Award for Best Pop Culture Rush 2009: New York Asian Film Festival
- Prix HR.Giger "Narcisse": Festival international du film fantastique de Neuchâtel

### Sélection
- 2009: Festival du film d'Extrême-Orient
- 2009: Festival du film asiatique de New York
- 2009: Festival international du film fantastique de Puchon
- 2010: Festival international de films Fantasia.